# Svensktoppen 1968
Svensktoppen 1968 är en sammanställning av de femton mest populära melodierna på Svensktoppen under 1968.
Populärast var Vi ska gå hand i hand av Gunnar Wiklund. Melodin fick sammanlagt 757 poäng under 20 veckor.
Populärast från årets melodifestival var vinnarbidraget Det börjar verka kärlek banne mig av Claes-Göran Hederström, som fick 245 poäng under 5 veckor och blev årets fjortonde mest populära melodi.
Populäraste artisterna var Gunnar Wiklund, Anna-Lena Löfgren, Anita Lindblom och Ann-Louise Hanson, som fick med två melodier var på årssammanfattningen.
Under året kom 120 stycken låtar in på listan. Detta gav en omsättningshastighet på 2,3 nykomlingar per vecka. Detta var då rekord vad gäller omsättning och det rekordet står sig fortfarande efter 40 år. Dagens omsättning är hälften så hög mot vad den var på den tiden.  
Ett annat rekord som slogs detta år var att Lyckliga gatan med Anna-Lena Löfgren under årets 2 första veckor fick 83 respektive 82 poäng av svensktoppsjuryn. Huruvida detta rekord ännu står sig är oklart eftersom metoden att redovisa poäng har skiftat genom åren. Under vissa perioder har man redovisat antal angivna röster, vid denna tid redovisades poängen i procent. 
Claes-Göran Hederström kom faktiskt i närheten av Anna-Lenas rekord med sin hit Det börjar verka kärlek banne mig. Under den första veckan den medverkade på Svensktoppen fick den hela 75 poäng. Den föll dock sedan snabbt och låg på listan i endast 5 veckor men trots det lyckades den alltså få en 14:de plats på årslistan. Det är mycket sällsynt att en låt får över 70 procent av antalet avgivna röster. 

## Årets Svensktoppsmelodier 1968
| Nr | Artist                      | Titel                                     | Poäng | Antal veckor |
| -- | --------------------------- | ----------------------------------------- | ----- | ------------ |
| 1  | Gunnar Wiklund              | Vi ska gå hand i hand                     | 757   | 20           |
| 2  | Anna-Lena Löfgren           | Lyckliga gatan                            | 574   | 10           |
| 3  | Anita Lindblom              | Minns du den sången                       | 491   | 13           |
| 4  | Ewa Roos                    | Vilken härlig dag                         | 435   | 12           |
| 5  | Anita Lindblom              | Kring de små husen i gränderna vid hamnen | 423   | 13           |
| 6  | Ann-Louise Hanson           | Min greve av Luxemburg                    | 420   | 13           |
| 7  | Anna-Lena Löfgren           | Sommaren det hände                        | 411   | 11           |
| 8  | Gunnar Wiklund              | Snart så kommer åter ljusa tider          | 359   | 8            |
| 9  | Ann-Louise Hanson           | Arrivederci Frans                         | 329   | 6            |
| 10 | Hootenanny Singers          | Så länge du älskar är du ung              | 327   | 11           |
| 11 | Svante Thuresson            | Leva mitt liv                             | 324   | 12           |
| 12 | Hayati Kafé                 | Sånt                                      | 288   | 10           |
| 13 | Sten & Stanley/Sten Nilsson | Röd var din mun                           | 264   | 9            |
| 14 | Claes-Göran Hederström      | Det börjar verka kärlek banne mig         | 245   | 5            |
| 15 | Lenne Broberg               | Mälarö kyrka                              | 234   | 7            |